# Brazos
Brazos je najduža rijeka u Teksasu, Sjedinjene Američke Države duga 2 060 km.
Originalno španjolsko ime rijeke bilo je Brazos de Dios (Božje oružje), navjerojatnije zato što je to bila prva voda u inače suhom kraju.

## Zemljopisne karakteristike
Brazos se stvara na visoravni Llano Estacado na istoku Novog Meksika i zapadnog Teksasa gdje se spajaju dva manja vodotoka Salt Fork i Double Montain Fork u blizini grada Lubbocka. Od izvora teče do grada Waco a zatim prema jugoistoku preko teksaške prerije sve do svog ušća u Meksički zaljev kod luke Freeport.
Brazos sa svojim pritokama ima sliv velik oko 118 103 km², koji se proteže preko cijelog Teksasa.
U gornjem toku rijeke su izgrađene dvije velike brane Possum Kingdom (1940.) i Whitney (1953.) s akumulacijskim jezerima za zaštitu od poplava, navodnjavanje i pokretanje hidroelektrana.
Brazos je plovan većim dijelom svoga toka, kanalima izgrađenim pored ušća povezan je i s plovnim putevima duž Meksičkog zaljeva.
Kotlina donjeg toka rijeke bila je kraj na kom su tadašnji anglo - američki kolonisti osnovali svoja prva naselja u Teksasu. Jednu od prvih američkih kolonija duž Brazosa osnovao je Stephen F. Austin kod španjolskog naselja San Felipe de Austin - 1822. Teksašani su proglasili svoju nezavisnost od Meksika -1836. u naselju Washington-on-the-Brazos.

## Povezane stranice
- Popis najdužih rijeka na svijetu

## Vanjske poveznice
- Brazos River na portalu Encyclopædia Britannica (engl.)